# Akimbo

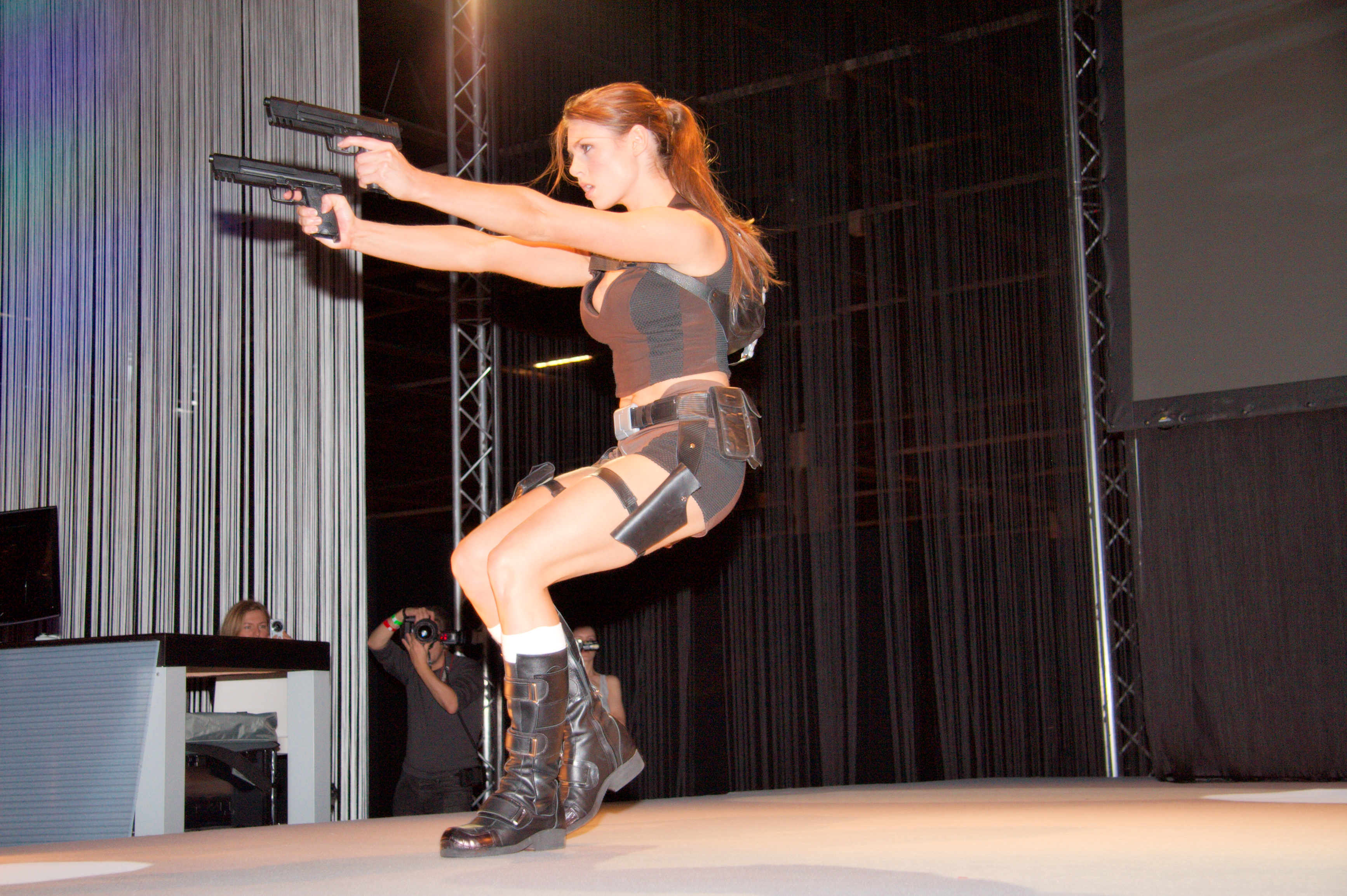
Alison Carroll 2008 als Lara Croft

Akimbo (ursprünglich englisch für Arme in die Hüften gestemmt) bezeichnet in der Computerspiel-Szene das gleichzeitige Benutzen gleicher Waffen mit beiden Händen. Dabei handelt es sich in der Regel um Pistolen oder Maschinenpistolen. Häufig findet man solche Waffenkombinationen in Ego-Shootern unter Bezeichnungen wie „Dual Berettas“, „Akimbo Pistolen“, „in Akimbo-Manier“ und Ähnlichem. Auch in diversen Rollenspielen ist der Akimbo-Stil nicht unüblich.

## Geschichte
Die Idee, zwei Feuerwaffen gleichzeitig zu halten, entstand im Wilden Westen, da Revolver zu dieser Zeit nur Munition für sechs Schüsse enthielten und nicht automatisch gespannt wurden. Sie setzte sich gegenüber dem sogenannten „fanning“ durch: Dabei wurde die Waffe mit beiden Händen schnell gespannt, indem der Schütze mit der anderen Hand schnell auf den Hahn schlug. Der Vorteil lag im genaueren Zielvermögen. Während des Spannens der einen Waffe konnte mit der anderen geschossen werden, um so die Feuerrate zu verdoppeln.
In Film und Fernsehen wurde Akimbo zuerst in Westernfilmen aufgegriffen. Im Laufe der 1970er Jahre tauchte dies oft in Filmen des japanischen Regisseurs Kinji Fukasaku auf; zum Beispiel Gendai yakuza:hito-kiri yota (1972) und Graveyard of honor (1974) – (Remake 2004 von Takashi Miike) usw.
Ende der 1980er-Jahre wurde es vor allem durch den chinesischen Regisseur John Woo in Actionfilmen präsentiert, meistens mit dem Schauspieler Chow Yun-Fat, wobei die dramatische Wirkung mehr als der praktische Nutzen im Vordergrund stand. Die Nutzung als Stilmittel (sinnlose Schießereien in den nächtlichen engen Gassen und Hinterhöfen von Hong Kong usw.) fand sich zuerst in Erzeugnissen der chinesischen Filmindustrie, später griffen auch Hollywood-Produktionen darauf zurück.
Eines der ersten Computerspiele, das die Akimbotechnik verwendete, war der Ego-Shooter Rise of the Triad, der im Dezember 1994 erschien. Zum Markenzeichen von Lara Croft, der Protagonistin aus Tomb Raider, wurden die beiden FN-Browning-High-Power-Pistolen, was auch intensiv in den Verfilmungen (in diesen sowie neueren Spielen vor dem Reboot von 2013 sind es zwei Heckler & Koch USP Match) und zu Promotionzwecken der Serie als Blickfang genutzt wird.
Ebenfalls in der Serious-Sam-Reihe gibt es viele Akimbo-Waffen. In Serious Sam II gab es im normalen Spiel nur wenige Waffen, die mit Akimbo genutzt werden konnten, doch durch Mods der Community wurden alle Waffen im Akimbo nutzbar gemacht.
In Grand Theft Auto: San Andreas konnte man innerhalb eines Rollenspiel-Elements einen Waffenskill aufbauen, welcher mit ein paar Waffen Akimbo ermöglicht. Auch hier wurde dieses Feature durch die Community erweitert.
Im 2000 herausgegebenen Computerspiel Heavy Metal F.A.K.K. 2 konnten die beiden Waffen erstmals getrennt voneinander gesteuert werden. Das im November 2009 erschienene Videospiel Call of Duty: Modern Warfare 2 von Infinity Ward/Activision beinhaltet ebenfalls diesen Stil. Die Spiele Wolfenstein: The New Order, Wolfenstein: The Old Blood und Wolfenstein II: The New Colossus bieten diese Möglichkeit ebenfalls. Hierbei besteht die Möglichkeit, beide Waffen in unterschiedlichen Feuermodi ausgerüstet zu haben (Feuerstoß – Einzelschuss).
Im 2019 erschienenen Film Guns Akimbo findet sich der Protagonist, ein von Daniel Radcliffe gespielter Computer-Nerd, in einem Duell auf Leben und Tod mit zwei an seine Hände geschraubten Pistolen wieder, nachdem er sich online mit den Falschen angelegt hatte.